# Хелтон, Перси
Перси Хелтон (англ. Percy Helton), полное имя Перси Альфред Хелтон (англ. Percy Alfred Helton; 31 января 1894 года — 11 сентября 1971 года) — американский актёр театра, кино и телевидения, более всего известный по фильмам 1940—1960-х годов.
За время своей кинематографической карьеры Хелтон сыграл в таких значимых фильмах, как «Чудо на 34-й улице» (1947), «Звонить Нортсайд 777» (1948), «Подстава» (1949), «Воровское шоссе» (1949), «Крест-накрест» (1949), «Сирано де Бержерак» (1950), «Звезда родилась» (1954), «Целуй меня насмерть» (1955), «Скачи по высокогорью» (1962), «Музыкант» (1962), «Тише, тише, милая Шарлотта» (1964) и «Буч Кэссиди и Сандэнс Кид» (1969).

## Ранние годы жизни и театральная карьера
Перси Хелтон родился 31 января 1894 года в Нью-Йорке в актёрской семье. Уже в возрасте 2 лет 11 месяцев Перси впервые появился на нью-йоркской сцене вместе со своим отцом, популярным эстрадным артистом Элфом Хелтоном. В 1906 году Перси дебютировал на бродвейской сцене в спектакле «Джули Бонбон» (1906).
После этого на протяжении нескольких лет знаменитый бродвейский продюсер Дэвид Беласко постоянно брал Хелтона на детские роли, «давая ему бесценную возможность овладеть техникой и духом театральной игры». Самой заметной работой Хелтона в качестве актёра-ребёнка стала роль маленького Виллема у Беласко в бродвейском спектакле «Возвращение Питера Гримма» (1911—1912). По словам газеты The Philadelphia Inquirer, «Хелтона помнят как одного из самых одарённых актёров-детей своего времени».
В 1914 году Хелтона взял под своё крыло продюсер Джордж М. Коэн, дав ему роли во многих своих постановках. Актёр сыграл у него в таких спектаклях, как «Сумасбродная герцогиня» (1913—1914), «Чудо-человек» (1914) и «Молодая Америка» (1915). Как отмечено в The Philadelphia Inquirer, спектакль Коэна «Молодая Америка», где Хелтон играл главную роль, «получил тёплые отклики», а Хелтон своей игрой привлёк к себе внимание. В 1915 году Хелтон дебютировал в кино, сыграв одну из главных ролей бездомного в фильме «Фея и бездомный»(1915).
Во время Первой мировой войны в течение 19 месяцев Хелтон служил в 305-м полевом артиллерийском полку в составе американского экспедиционного корпуса во Франции и Бельгии, где был награждён крестом «За выдающиеся заслуги». По возвращении из армии Хелтон возобновил бродвейскую карьеру, однако из-за осипшего в армии голоса был вынужден перейти на характерные роли.
На протяжении 1919—1928 годов Хелтон сыграл в девяти бродвейских спектаклях, среди которых «Эти пять миллионов» (1919), «Три живых призрака» (1920—1921), «К дамам» (1922), «Техасский соловей» (1922), «Иди на Запад, молодой человек» (1923), «Бедняга» (1925), «Счастлив» (1927—1928), «Леди на ночь» (1928), «Влюблённый в любовь» (1928). В 1920—1922 годах Хелтон также снялся в четырёх немых художественных фильмах.
На протяжении 1930-х и начала 1940-х годов Хелтон сыграл на Бродвее в 12 спектаклях, в том числе «Какое кому дело» (1930), «Забудьте про работу» (1931), «Пигмалион» (1932), «Одним воскресным днём» (1933), «К фортуне» (1935), «Подключение» (1935), «Хорошие и честные люди» (1935), «Плохой и ненужный ‘00» (1937), «Робин приземляется» (1937), «Великолепный инвалид» (1938), «Попси» (1941) и «Все удобства дома» (1942). Наибольшего успеха Хелтон добился в роли негодяя в мелодраме «Одним воскресным днём» (1933), а также в спектакле «Великолепный инвалид» (1938). В 1936—1939 годах Хелтон сыграл также в четырёх короткометражных фильмах.

## Карьера в кинмематографе
Несмотря на некоторый опыт работы в кино в предыдущие годы, голливудская карьера Хелтона стала развиваться, лишь начиная с 1947 года, когда ему было уже за 50 лет. Его первым «непродолжительным, но запоминающимся» появлением в кино стала роль нетрезвого Санта-Клауса в популярном рождественском фильме «Чудо на 34-й улице» (1947).
Год спустя Хелтона появился в эпизодических ролях в романтической комедии «Этот восхитительный порыв» (1948) с Тайроном Пауэром и Джин Тирни, а также в фильме нуар «Звонить Нортсайд 777» (1948) с Джеймсом Стюартом в главной роли газетного репортёра, расследующего убийство 20-летеней давности. В фильме нуар «Кража» (1948) с участием Джона Пейна и Шелли Уинтерс у Хелтона была значимая роль руководителя городского молодёжного центра, вокруг которого вращаются некоторые события фильма. В 1949 году Хелтон сыграл в 11 картинах, среди которых вестерн «Жажда золота» (1949) с Айдой Лупино и Гленном Фордом, комедийный хоррор «Эбботт и Костелло встречают убийцу Бориса Карлоффа» (1949), а также фильмы нуар «Преступный путь» (1949) с Джоном Пейном, «Псевдоним Ник Бил» (1949) с Рэем Милландом и Одри Тоттер, «Воровское шоссе» (1949) с Ричардом Конте и Ли Джей Коббом, «Крест-накрест» (1949) с Бёртом Ланкастером и Ивонн де Карло, а также боксёрский нуар «Подстава» (1949), в котором, по мнению обозревателя Turner Classic Movies, «Хелтон сыграл, вероятно, свою самую содержательную роль».
Год спустя у него были роли ещё в 11 фильмах, в том числе в комедии «Сирано де Бержерак» (1950) с Хосе Феррером в заглавной роли, музыкальном комедийном вестерне «Модные штаны» (1950) с Бобом Хоупом и Люсиль Болл, вестерне «Медный каньон» (1950) с Милландом и Хэди Ламарр, мелодраме «Её собственная жизнь» (1950) с Ланой Тёрнер и Милландом, а также в фильмах нуар «Тайная ярость» (1950) с Клодетт Кольбер и Робертом Райаном и «Солнце заходит на рассвете» (1950), где у него была роль газетного репортёра. В 1951 году у Хелтона было 10 картин, включая музыкальную комедию «Марионетка» (1951) с Дином Мартиным и Джерри Льюисом, романтическую комедию с Джейн Уаймен «Трое по имени Майк» (1951), криминальный триллер с Диком Пауэллом «Высокая цель» (1951), мелодраму с Милландом и Ходяком «Из ночи в утро» (1951), а также фильм нуар с Дейном Кларком «Никогда не доверяй игроку» (1951). Среди четырёх фильмов Хелтона в 1952 году наиболее заметными были музыкальная комедия с Фредом Астером «Красавица Нью-Йорка» (1952) и комедия с Граучо Марксом «Девушка в каждом порту» (1952). В 1953 году Хелтон сыграл в 13 фильмах, среди них комедия «Как выйти замуж за миллионера» (1953) с Мерилин Монро, историческая мелодрама «Плащаница» (1953) с Ричардом Бартоном и Джин Симмонс, музыкальная комедия с Мартиным и Льюисом «Напуганные до смерти» (1953) и вестерн «Отважные противники» (1953) с Робертом Тейлором и Авой Гарднер в главных ролях, а также музыкальная комедия «Назовите меня мадам» (1953), где у него была роль сенатора. В фильме нуар «Полиция нравов» (1953) с Эдвардом Г. Робинсоном в главной роли детектива полиции Лос-Анджелеса Хелтон удачно сыграл небольшую роль параноика, страдающего манией преследования, а в фильме нуар «Порочная женщина» (1953) Хелтон сыграл важную роль соседа по гостиничному номеру главной героини (Беверли Майклз). Эта работа Хелтона обратила на себя внимание некоторых современных историков кино. В частности, Хэл Эриксон высказал мнение, что «фильм содержит, вероятно, самую лучшую экранную игру Хелтона, вездесущего писклявого характерного актёра, который заслуженно заканчивает роль получением одной из самых потрясающих пощёчин в истории кино». Обозреватель TV Guide также выделил в этом фильме игру Хелтона, который в роли «пристального и похотливого Чарли неожиданно гнусен. Он кладёт мокрые поцелуи вверх и вниз по руке Майклз, как будто собирается поглотить её, а каждая пауза в его словах как будто даёт понять, что в любой момент он готов пустить слюни». По мнению историка кино Майкла Кини, «опытный характерный актёр Хелтон превосходит всех в этом фильме в роли похотливого маленького тролля, который получает то, что хочет, и, кажется, не обращает внимания (или даже не замечает) очевидного отвращения к нему со стороны Майклз». Наконец, Ханс Воллстейн также отметил Хелтона, который «превращает свой образ жалкого коротышки в довольно зловещего развратника, готового на небольшой шантаж, чтобы удовлетворить своё либидо».
В 1954 году Хелтон появился в пяти фильмах, включая мюзикл «Звезда родилась» (1954) с Джуди Гарленд и Джеймсом Мейсоном, фантастический семейный фильм «20 000 лье под водой» (1954) с Кирком Дугласом и Мейсоном, а также мюзикл с Бингом Кросби «Светлое Рождество» (1954). Среди шести фильмов Хелтона 1955 года выделяются фильм нуар Роберта Олдрича «Целуй меня насмерть» (1955), политическая судебная драма «Суд» (1955) с Гленном Фордом и Дороти Макгуайр, тюремная драма «Побег» (1955), а также нуаровая мелодрама «Женщина без мужчин» (1955) с Мэри Виндзор в главной роли. В 1956 году наиболее значительными фильмами Хелтона стали историческая мелодрама «Диана» (1956) с Ланой Тёрнер, а также политический фильм нуар «Босс» (1956) с Джоном Пейном, однако роли Хелтона в обоих фильмах были эпизодическими. В 1957 году Хелтон появился в музыкальном фильме с Элвисом Пресли «Тюремный рок» (1957) и комедии с Джин Симмонс «Долгожданная ночь» (1957), а в 1958 году он сыграл в вестернах «Гордый бунтарь» (1958) с Аланом Лэддом и Оливией Де Хэвилленд, и «Пастух» (1958) с Гленном Фордом и Ширли Маклейн, а также в комедии с Полом Ньюманом «Собирайтесь вокруг флага, ребята!» (1958). В 1959 году Хелтон сыграл в единственном фильме, комедии «Спросите любую девушку» (1959) с Дэвидом Найвеном и Ширли Маклейн.
После романтической комедии «Там, где ребята» (1960) и мелодрамы «Не позволяйте никому написать мою эпитафию» (1960) Хелтон вернулся в кино в 1962 году с ролью в популярной музыкальной комедии «Музыкант» (1962) с Робертом Престоном и вестерном Сэма Пекинпы «Скачи по высокогорью» (1962) с участием звёзд жанра Рэндольфа Скотта и Джоэла Макри. Другими заметными фильмами Хелтона в 1960-е годы стали комедийный вестерн «Четверо из Техаса» (1963) с участием Фрэнка Синатры и Дина Мартина, комедия «Хитрые дельцы» (1964) с Джеймсом Гарнером и Ли Ремик, криминальная драма Роберта Олдрича «Тише, тише, милая Шарлотта» (1964) с Бетт Дейвис и Оливией Де Хэвилленд, вестерн «Сыновья Кэти Элдер» (1965) с Джоном Уэйном и Дином Мартином и комедийный вестерн с Генри Фондой «Большой куш для маленькой леди» (1966).
В 1968 году Хелтон предстал в образе «„геральдического вестника“ в чудаковатом музыкальном фильме „Голова“ (1968) с поп-группой Monkees (он появлялся на пороге дома музыкантов с красивой блондинкой, прикованной наручниками к его запястью)», а также был «предателем по кличке Милое личико в криминальном вестерне „Бутч Кэссиди и Санденс Кид“ (1969)» с Полом Ньюманом и Робертом Редфордом.

## Карьера на телевидении
В период с 1950 по 1971 год Хелтон сыграл в 181 эпизоде 127 различных телесериалов. Его было можно увидеть в сериалах «Дик Трейси» (1950), «Детектив на первую полосу» (1951), «Приключения Супермена» (1953), «Шоу Эбботта и Костелло» (1954), «Одинокий рейнджер» (1955), «Миллионер» (1955), «Альфред Хичкок представляет» (1955—1961), «Театр научной фантастики» (1957), «Письмо к Лоретте» (1957—1958), «Приключения Рин Тин Тина» (1957—1959), «Мэверик» (1957—1960), «Сансет-Стрип, 77» (1959), «Дымок из ствола» (1959—1966), «Бонанза» (1959—1967), «Неприкасаемые» (1960), «Сыромятная плеть» (1961), «Ларами» (1961—1963), «Перри Мейсон» (1961—1965), «Сумеречная зона» (1963—1964), «Правосудие Берка» (1964), «Станция Юбочкино» (1965—1970), «Зелёные просторы» (1966—1969), «Напряги извилины» (1968), «Миссия невыполнима» (1971) и многих других. В частности, он запомнился регулярной ролью перепачканного обиженного банковского клерка Гомера Кретчита в шести эпизодах семейного комедийного сериала «Деревенщина с Беверли-Хиллс» (1968—1969).

## Актёрское амплуа и оценка творчества
Как отмечено на странице актёра в Internet Movie Database, Хелтон был «одним из самых узнаваемых лиц и одним из самых узнаваемых голосов голливудских фильмов 1950-х годов». Среди других актёров он выделялся «невысоким ростом и скрипучим, сиплым голосом», «его персонажи часто были болтливы, при этом он говорил мягко и с придыханием».Как пишет историк кино Джим Бивер, «его миниатюрное телосложение и неподражаемый голос позволили ему сыграть в широком спектре фильмов и телесериалов в период с конца 1940-х и до конца 1960-х годов».
Хэл Эриксон подчёркивает, что зрители часто узнавали его на экране, но не могли вспомнить его имени, так как более чем в сотне своих картин он часто играл запоминающиеся эпизодические роли, при этом его имя не всегда указывалось в титрах. «Вечно сгорбленный и с постоянной одышкой, он играл многих — он был и несносным клерком, и любопытным почтальоном, и вспыльчивым барменои, и назойливым кондуктором поезда, и дрожащим от страха стукачом». При этом, как отмечено в биографии Хелтона на сайте Turner Classic Movies, «своим точно просчитанным оценивающим взглядом и искусно произнесённой фразой он мог оказаться в центре внимания в присутствии любых звёзд». На протяжении последующих четырёх десятилетий Хелтон выдал целую галерею негодяев и мошенников, включая пьяниц, подонков, подручных и чудаков во всём — от шикарных оскароносных мюзиклов типа «Музыкант» (1962) до суровых послевоенных триллеров «Целуй меня насмерть» (1955), от вестернов категории В до эксцентричных комедий Дина Мартина и Джерри Льюиса. Среди его многочисленных актёрских работ более всего его сегодня помнят по небольшим, но памятным ролям в фильмах «Бутч Кэссиди и Санденс Кид» и «Как выйти замуж за миллионера».

## Личная жизнь
С 1931 года и вплоть до своей смерти в 1971 году Хелтон был женат на актрисе Эдне Хелтон, детей у них не было.

## Смерть
Перси Хелтон умер 11 сентября 1971 года в Голливуде в больнице, ему было 77 лет.

## Фильмография
| Год         |     | Русское название                                   | Оригинальное название                              | Роль                                                           |
| ----------- | --- | -------------------------------------------------- | -------------------------------------------------- | -------------------------------------------------------------- |
| 1915        | ф   | Фея и бездомный                                    | The Fairy and the Waif                             | бездомный                                                      |
| 1916        | ф   | Цветок веры                                        | The Flower of Faith                                | Том Джадсон                                                    |
| 1920        | ф   | Гигант мысли                                       | The Master Mind                                    | младший брат                                                   |
| 1922        | ф   | Серебряные крылья                                  | Silver Wings                                       | Джон                                                           |
| 1936        | ф   | Фрэнки и Джонни                                    | Frankie and Johnnie                                | (в титрах не указан)                                           |
| 1937        | ф   | Дюбарри сделал всё хорошо                          | Du Barry Did All Right                             | гостиничный клерк (в титрах не указан)                         |
| 1938        | кор | Пленник свинга                                     | The Prisoner of Swing                              | посланец                                                       |
| 1939        | кор | Дома                                               | At Home                                            | человек из газовой компании (в титрах не указан)               |
| 1947        | ф   | Чудо на 34-й улице                                 | Miracle on 34th Street                             | пьяный Санта-Клаус (в титрах не указан)                        |
| 1948        | ф   | Давай жить снова                                   | Let's Live Again                                   | мистер президент                                               |
| 1948        | ф   | Угроза                                             | Hazard                                             | Биди Роббинс                                                   |
| 1948        | ф   | Кража                                              | Larceny                                            | Чарли Джордан                                                  |
| 1948        | ф   | Звонить Нортсайд 777                               | Call Northside 777                                 | Уильям Деккер, почтальон (в титрах не указан)                  |
| 1948        | ф   | Этот восхитительный порыв                          | That Wonderful Urge                                | тюремный пьяница в Монро (в титрах не указан)                  |
| 1949        | ф   | Крест-накрест                                      | Criss Cross                                        | Фрэнк                                                          |
| 1949        | ф   | Подстава                                           | The Set-Up                                         | Ред                                                            |
| 1949        | ф   | Преступный путь                                    | The Crooked Way                                    | Пити                                                           |
| 1949        | ф   | Эбботт и Костелло встречают убийцу Бориса Карлоффа | Abbott and Costello Meet the Killer, Boris Karloff | Абернати                                                       |
| 1949        | ф   | Красный, горячий и синий                           | Red, Hot and Blue                                  | мистер Перкинс, менеджер сцены                                 |
| 1949        | ф   | Моя подруга Ирма                                   | My Friend Irma                                     | мистер Клайд                                                   |
| 1949        | ф   | Свободный для всех                                 | Free for All                                       | Джо Херши                                                      |
| 1949        | ф   | Цыплёнок каждое воскресенье                        | Chicken Every Sunday                               | мистер Сойер (в титрах не указан)                              |
| 1949        | ф   | Псевдоним Ник Бил                                  | Alias Nick Beal                                    | адвокат (в титрах не указан)                                   |
| 1949        | ф   | Жажда золота                                       | Lust for Gold                                      | парикмахер (в титрах не указан)                                |
| 1949        | ф   | Воровское шоссе                                    | Thieves' Highway                                   | управляющий придорожным баром (в титрах не указан)             |
| 1950        | ф   | Гавань пропавших мужчин                            | Harbor of Missing Men                              | «Рамми» Дэвис                                                  |
| 1950        | ф   | Медный каньон                                      | Copper Canyon                                      | «Скемпер» Джоуд                                                |
| 1950        | ф   | Солнце заходит на рассвете                         | The Sun Sets at Dawn                               | репортёр                                                       |
| 1950        | ф   | Сирано де Бержерак                                 | Cyrano de Bergerac                                 | Беллроуз                                                       |
| 1950        | ф   | Под мексиканскими звёздами                         | Under Mexicali Stars                               | Нэп Веллингтон                                                 |
| 1950        | ф   | Тайная ярость                                      | The Secret Fury                                    | мировой судья Рой Т. Палмер (в титрах не указан)               |
| 1950        | ф   | Морской тиран                                      | Tyrant of the Sea                                  | член команды (в титрах не указан)                              |
| 1950        | ф   | Уобаш авеню                                        | Wabash Avenue                                      | капитан корабля (в титрах не указан)                           |
| 1950        | ф   | Стремясь высоко                                    | Riding High                                        | ростовщик (в титрах не указан)                                 |
| 1950        | ф   | Модные штаны                                       | Fancy Pants                                        | мэр Фогерти (в титрах не указан)                               |
| 1950        | ф   | Её собственная жизнь                               | A Life of Her Own                                  | хозяин кафе (в титрах не указан)                               |
| 1950        | с   | Дик Трейси                                         | Dick Tracy                                         | разные роли (2 эпизода)                                        |
| 1951        | ф   | Три парня по имени Майк                            | Three Guys Named Mike                              | мистер Хоукинс, управляющий гостиницей                         |
| 1951        | ф   | Цепь обстоятельств                                 | Chain of Circumstance                              | Фогель                                                         |
| 1951        | ф   | Марионетка                                         | The Stooge                                         | Сэм Робертсон (в титрах не указан)                             |
| 1951        | ф   | Прямо внутрь                                       | Inside Straight                                    | адвокат Андерсон (в титрах не указан)                          |
| 1951        | ф   | До утра                                            | Night Into Morning                                 | пьяница (в титрах не указан)                                   |
| 1951        | ф   | Никогда не доверяй азартному игроку                | Never Trust a Gambler                              | продавец в алкогольном магазине (в титрах не указан)           |
| 1951        | ф   | Дорогая, как ты могла!                             | Darling, How Could You!                            | таксист (в титрах не указан)                                   |
| 1951        | ф   | Высокая цель                                       | The Tall Target                                    | Бимиш, пассажир в клубном вагоне (в титрах не указан)          |
| 1951        | ф   | Семейный секрет                                    | The Family Secret                                  | Чарли (в титрах не указан)                                     |
| 1951        | ф   | Босоногий почтальон                                | The Barefoot Mailman                               | Дьюи Дурган (в титрах не указан)                               |
| 1951        | ф   | Красавица Нью-Йорка                                | The Belle of New York                              | представляет Анджелу с цветами (в титрах не указан)            |
| 1951        | с   | Детектив на первую полосу                          | Front Page Detective                               | Отис Крамплер (1 эпизод)                                       |
| 1951—1953   | с   | Отряд по борьбе с преступностью                    | Racket Squad                                       | разные роли (2 эпизода)                                        |
| 1952        | ф   | Девушка в каждом порту                             | A Girl in Every Port                               | менеджер драйв-ина                                             |
| 1952        | ф   | Я мечтаю о Джинни                                  | Dream of Jeanie                                    | мистер Хоркер                                                  |
| 1952        | ф   | Трое для спальни С                                 | Three for Bedroom C                                | пьяный пассажир в поезде (в титрах не указан)                  |
| 1952        | с   | Опасное задание                                    | Dangerous Assignment                               | Макс (1 эпизод)                                                |
| 1952        | с   | Борцы с бандами                                    | Gang Busters                                       | чтец (1 эпизод)                                                |
| 1952 —1954  | с   | Театр четырёх звёзд                                | Four Star Playhouse                                | разные роли (2 эпизода)                                        |
| 1953        | ф   | Засада в Томагавк Гэп                              | Ambush at Tomahawk Gap                             | Марлоу                                                         |
| 1953        | ф   | Назовите меня мадам                                | Call Me Madam                                      | сенатор Уилкинс                                                |
| 1953        | ф   | Путь через Ларедо                                  | Down Laredo Way                                    | судья Скалли                                                   |
| 1953        | ф   | Город негодяев                                     | City of Bad Men                                    | старожил в тренировочном лагере (в титрах не указан)           |
| 1953        | ф   | Порочная женщина                                   | Wicked Woman                                       | Чарли Борг                                                     |
| 1953        | ф   | Напуганные до смерти                               | Scared Stiff                                       | человек в гостиничном коридоре (в титрах не указан)            |
| 1953        | ф   | Отважные противники                                | Ride, Vaquero!                                     | хозяин магазина (в титрах не указан)                           |
| 1953        | ф   | Полиция нравов                                     | Vice Squad                                         | мистер Дженнер (в титрах не указан)                            |
| 1953        | ф   | Сердечные дела Доби Гиллиса                        | The Affairs of Dobie Gillis                        | мистер Хаммерсмит, книготорговец (в титрах не указан)          |
| 1953        | ф   | Плащаница                                          | The Robe                                           | Калеб, виноторговец (в титрах не указан)                       |
| 1953        | ф   | Как выйти замуж за миллионера                      | How to Marry a Millionaire                         | мистер Бентон (в титрах не указан)                             |
| 1953        | ф   | Джеральдин                                         | Geraldine                                          | Поп (в титрах не указан)                                       |
| 1953        | с   | Приключения Супермена                              | Adventures of Superman                             | Гамлет (1 эпизод)                                              |
| 1953        | с   | Мистер и миссис Норт                               | Mr. & Mrs. North                                   | разные роли (2 эпизода)                                        |
| 1953        | с   | Жизнь семейства Райли                              | The Life of Riley                                  | мистер Кокс (2 эпизода)                                        |
| 1953        | с   | Закон – это я                                      | I'm the Law                                        | Дик Мерфи (1 эпизод)                                           |
| 1953—1955   | с   | Театр звезд «Шлиц»                                 | Schlitz Playhouse of Stars                         | разные роли (3 эпизода)                                        |
| 1953 —1955  | с   | Телевизионный театр «Форда»                        | The Ford Television Theatre                        | разные роли (2 эпизода)                                        |
| 1953 — 1958 | с   | Дни в Долине Смерти                                | Death Valley Days                                  | разные роли (3 эпизода)                                        |
| 1954        | ф   | О миссис Лесли                                     | About Mrs. Leslie                                  | мистер Хэкли                                                   |
| 1954        | ф   | 20 000 лье под водой                               | 20,000 Leagues Under the Sea                       | управляющий экипажем                                           |
| 1954        | ф   | Везунчик                                           | Lucky Me                                           | Браун (в титрах не указан)                                     |
| 1954        | ф   | Звезда родилась                                    | A Star Is Born                                     | Уильям Грегори (в титрах не указан)                            |
| 1954        | ф   | Приключения Хаджи Бабы                             | The Adventures of Hajji Baba                       | Карбелай, отец парикмахера Хади (в титрах не указан)           |
| 1954        | ф   | Светлое Рождество                                  | White Christmas                                    | кондуктор в поезде (в титрах не указан)                        |
| 1954        | ф   | Супермен в изгнании                                | Superman in Exile                                  | Гамлет (в титрах не указан)                                    |
| 1954        | с   | Шоу Эбботта и Костелло                             | The Abbott and Costello Show                       | Хэп (1 эпизод)                                                 |
| 1954        | с   | Общественный защитник                              | Public Defender                                    | разные роли (2 эпизода)                                        |
| 1954        | с   | Порт                                               | Waterfront                                         | клерк (1 эпизод)                                               |
| 1954        | с   | Приключения Сокола                                 | Adventures of the Falcon                           | доктор Ханникатт (1 эпизод)                                    |
| 1954        | с   | Хопалонг Кэссиди                                   | Hopalong Cassidy                                   | лентяй Лоуи (1 эпизод)                                         |
| 1955        | ф   | Побег                                              | Crashout                                           | доктор Луис Барнс                                              |
| 1955        | ф   | Целуй меня насмерть                                | Kiss Me Deadly                                     | Док Кеннеди                                                    |
| 1955        | ф   | Женщина без мужчин                                 | No Man's Woman                                     | Отто Питерсон                                                  |
| 1955        | ф   | Тюремные нарушители                                | Jail Busters                                       | тюремщик Б.У. Освальд                                          |
| 1955        | ф   | Суд                                                | Trial                                              | Ювал (в титрах не указан)                                      |
| 1955        | ф   | Диана                                              | Diane                                              | придворный шут (в титрах не указан)                            |
| 1955        | с   | Одинокий рейнджер                                  | The Lone Ranger                                    | Пит Трэвис (1 эпизод)                                          |
| 1955        | с   | Декабрьская невеста                                | December Bride                                     | Гарри (1 эпизод)                                               |
| 1955        | с   | Шоу Дональда О'Коннора                             | The Donald O'Connor Show                           | (1 эпизод)                                                     |
| 1955        | с   | Миллионер                                          | The Millionaire                                    | Роберт П. Числи, дядя Робби (1 эпизод)                         |
| 1955        | с   | Театр кинорежиссёров                               | Screen Directors Playhouse                         | Барни (1 эпизод)                                               |
| 1955        | с   | Свистун                                            | The Whistler                                       | флорист (1 эпизод)                                             |
| 1955        | с   | Так вот каков Голливуд                             | So This Is Hollywood                               | (1 эпизод)                                                     |
| 1955        | с   | Флэш Гордон                                        | Flash Gordon                                       | 1954 (в титрах не указан)                                      |
| 1955—1957   | с   | Секретный журнал доктора Хадсона                   | Dr. Hudson's Secret Journal                        | Титус Торп (2 эпизода)                                         |
| 1955—1961   | с   | Альфред Хичкок представляет                        | Alfred Hitchcock Presents                          | разные роли (7 эпизодов)                                       |
| 1956        | ф   | Ярость в Гансайт-пасс                              | Fury at Gunsight Pass                              | Питер Боггс                                                    |
| 1956        | ф   | Террор в полночь                                   | Terror at Midnight                                 | Спиджи                                                         |
| 1956        | ф   | Шейк, грохот и рок                                 | Shake, Rattle & Rock!                              | Хирам                                                          |
| 1956        | ф   | Босс                                               | The Boss                                           | гостиничный клерк (в титрах не указан)                         |
| 1956        | с   | Шоу Рэда Скелтона                                  | The Red Skelton Show                               | Сандор (1 эпизод)                                              |
| 1956        | с   | Студия 57                                          | Studio 57                                          | (1 эпизод)                                                     |
| 1956        | с   | Перекрёсток                                        | Crossroads                                         | Эзра Перри (1 эпизод)                                          |
| 1956        | с   | Мальчик из цирка                                   | Circus Boy                                         | Тумис Фледжер (1 эпизод)                                       |
| 1956        | с   | Театр знаменитостей                                | Celebrity Playhouse                                | Эли (1 эпизод)                                                 |
| 1956        | с   | Шерифы США                                         | Sheriffs of the USA                                | торговец (1 эпизод)                                            |
| 1956—1957   | с   | Кавалькада Америки                                 | Cavalcade of America                               | разные роли (2 эпизода)                                        |
| 1956—1958   | с   | Сломанная стрела                                   | Broken Arrow                                       | разные роли (2 эпизода)                                        |
| 1957        | ф   | Призрачный дилижанс                                | The Phantom Stagecoach                             | мистер Уиггинс                                                 |
| 1957        | ф   | Охотники за призраками                             | Spook Chasers                                      | Майк Клэнси                                                    |
| 1957        | ф   | Долгожданная ночь                                  | This Could Be the Night                            | Чарли (в титрах не указан)                                     |
| 1957        | ф   | Последний дилижанс на запад                        | The Last Stagecoach West                           | телеграфист (в титрах не указан)                               |
| 1957        | ф   | Тюремный рок                                       | Jailhouse Rock                                     | Сэм Брюстер (в титрах не указан)                               |
| 1957        | с   | Отец знает лучше                                   | Father Knows Best                                  | клерк (1 эпизод)                                               |
| 1957        | с   | Театр научной фантастики                           | Science Fiction Theatre                            | доктор Джон Хастед(1 эпизод)                                   |
| 1957        | с   | Час 20th Century-Fox                               | The 20th Century-Fox Hour                          | разные роли (в титрах не указан) (2 эпизода)                   |
| 1957        | с   | Шоу Гейл Сторм                                     | The Gale Storm Show: Oh! Susanna                   | Уалдо (1 эпизод)                                               |
| 1957        | с   | Тонкий человек                                     | The Thin Man                                       | Энджи (1 эпизод)                                               |
| 1957—1958   | с   | Письмо к Лоретте                                   | Letter to Loretta                                  | разные роли (2 эпизода)                                        |
| 1957 —1959  | с   | Приключения Рин Тин Тина                           | The Adventures of Rin Tin Tin                      | разные роли (3 эпизода)                                        |
| 1957—1960   | с   | Мэверик                                            | Maverick                                           | разные роли (2 эпизода)                                        |
| 1958        | ф   | Пастух                                             | The Sheepman                                       | начальник станции (в титрах не указан)                         |
| 1958        | ф   | Гордый бунтарь                                     | The Proud Rebel                                    | фотограф (в титрах не указан)                                  |
| 1958        | ф   | Собирайтесь вокруг флага, ребята!                  | Rally 'Round the Flag, Boys!                       | Уалдо Пайк, водопроводчик (в титрах не указан)                 |
| 1958        | с   | Кейси Джонс                                        | Casey Jones                                        | пассажир (в титрах не указан) (1 эпизод)                       |
| 1958        | с   | Команда М                                          | M Squad                                            | Гарри Кребл (1 эпизод)                                         |
| 1958        | с   | Ярость                                             | Fury                                               | наблюдатель за птицами (1 эпизод)                              |
| 1958        | с   | Человек без оружия                                 | Man Without a Gun                                  | Гроумс (1 эпизод)                                              |
| 1958        | с   | Серый призрак                                      | The Gray Ghost                                     | Эберхарт (1 эпизод)                                            |
| 1958        | с   | Шериф Кошиза                                       | The Sheriff of Cochise                             | (1 эпизод)                                                     |
| 1958        | с   | Приключения Джима Боуи                             | The Adventures of Jim Bowie                        | редактор Эсбери (1 эпизод)                                     |
| 1959        | ф   | Спросите любую девушку                             | Ask Any Girl                                       | привратник в доме Мег Уилер (в титрах не указан)               |
| 1959        | с   | Лесси                                              | Lassie                                             | Джейсон Блейлок (1 эпизод)                                     |
| 1959        | с   | Опознание                                          | The Lineup                                         | (1 эпизод)                                                     |
| 1959        | с   | Шаг за грань                                       | One Step Beyond                                    | Эд Мэтьюз (1 эпизод)                                           |
| 1959        | с   | Сансет-Стрип, 77                                   | 77 Sunset Strip                                    | гостиничный клерк (в титрах не указан) (1 эпизод)              |
| 1959        | с   | Человек из Блэкхоука                               | The Man from Blackhawk                             | констебль Криттон (1 эпизод)                                   |
| 1959        | с   | Джонни Ринго                                       | Johnny Ringo                                       | Пердом (1 эпизод)                                              |
| 1959—1961   | с   | Представитель закона                               | Lawman                                             | разные роли (3 эпизода)                                        |
| 1959 —1966  | с   | Дымок из ствола                                    | Gunsmoke                                           | разные роли (5 эпизодов)                                       |
| 1959 —1967  | с   | Бонанза                                            | Bonanza                                            | разные роли (4 эпизода)                                        |
| 1960        | тф  | Весёлый час                                        | Joyful Hour                                        | второй трактирщик                                              |
| 1960        | тф  | Пистолет Дзангары                                  | The Gun of Zangara                                 | Джоко Монахан (в титрах не указан)                             |
| 1960        | ф   | Никто не напишет мне эпитафию                      | Let No Man Write My Epitaph                        | Болди (в титрах не указан)                                     |
| 1960        | ф   | Там, где ребята                                    | Where the Boys Are                                 | менеджер мотеля (в титрах не указан)                           |
| 1960        | с   | Майкл Шейн                                         | Michael Shayne                                     | менеджер мотеля (1 эпизод)                                     |
| 1960 — 1963 | с   | Семья Маккой                                       | The Real McCoys                                    | разные роли (4 эпизода)                                        |
| 1960        | с   | Кольт 45-го калибра                                | Colt .45                                           | Вес Мейсон (1 эпизод)                                          |
| 1960        | с   | Техасец                                            | The Texan                                          | Лем Мансон (1 эпизод)                                          |
| 1960        | с   | Пьеса недели                                       | Play of the Week                                   | (1 эпизод)                                                     |
| 1960        | с   | Неприкасаемые                                      | The Untouchables                                   | разные роли (2 эпизода)                                        |
| 1960        | с   | Мистер Счастливчик                                 | Mr. Lucky                                          | Поп Маркел (1 эпизод)                                          |
| 1960        | с   | Триллер                                            | Thriller                                           | (1 эпизод)                                                     |
| 1960        | с   | Бит Бурбон-стрит                                   | Bourbon Street Beat                                | мэр (1 эпизод)                                                 |
| 1960        | с   | Разыскивается живым или мёртвым                    | Wanted: Dead or Alive                              | старик (в титрах не указан) (1 эпизод)                         |
| 1960        | с   | Маршалл США                                        | U.S. Marshal                                       | мистер Ландерс (1 эпизод)                                      |
| 1960        | с   | Закон равнин                                       | Law of the Plainsman                               | Дел Мартин (1 эпизод)                                          |
| 1960—1961   | с   | Шугарфут                                           | Sugarfoot                                          | разные роли (2 эпизода)                                        |
| 1961        | с   | Сыромятная плеть                                   | Rawhide                                            | бармен (1 эпизод)                                              |
| 1961        | с   | Сажать в тюрьму                                    | Lock Up                                            | Джей Кью (1 эпизод)                                            |
| 1961        | с   | Бартья Браннаган                                   | The Brothers Brannagan                             | Фаулер (1 эпизод)                                              |
| 1961        | с   | Болота                                             | Everglades                                         | мистер Мэдден (1 эпизод)                                       |
| 1961        | с   | Шоу Боба Каммингса                                 | The Bob Cummings Show                              | (1 эпизод)                                                     |
| 1961        | с   | Майами под прикрытием                              | Miami Undercover                                   | Уилли (1 эпизод)                                               |
| 1961        | с   | Шах и мат                                          | Miami Checkmate                                    | работник парной (1 эпизод)                                     |
| 1961        | с   | Шайенн                                             | Cheyenne                                           | Мэтью Бизли (1 эпизод)                                         |
| 1961— 1963  | с   | Ларами                                             | Laramie                                            | разные роли (3 эпизода)                                        |
| 1961— 1965  | с   | Перри Мейсон                                       | Perry Mason                                        | разные роли (3 эпизода)                                        |
| 1962        | ф   | Скачи по высокогорью                               | Ride the High Country                              | Лютер Сэмсон (в титрах не указан)                              |
| 1962        | ф   | Музыкант                                           | The Music Man                                      | кондуктор в поезде (в титрах не указан)                        |
| 1962        | с   | Вне закона                                         | Outlaws                                            | Уилкен (1 эпизод)                                              |
| 1962        | с   | Закон и мистер Джонс                               | The Law and Mr. Jones                              | Адамс (1 эпизод)                                               |
| 1962        | с   | Шоу Дика Пауэлла                                   | The Dick Powell Show                               | уборщик (1 эпизод)                                             |
| 1962        | с   | Автобусная остановка                               | Bus Stop                                           | наблюдатель (1 эпизод)                                         |
| 1962 — 1965 | с   | Мистер Эд                                          | Mister Ed                                          | разные роли (2 эпизода)                                        |
| 1963        | ф   | Четверо из Техаса                                  | 4 for Texas                                        | Джонас Ансел                                                   |
| 1963        | ф   | Хитрые дельцы                                      | The Wheeler Dealers                                | Дики (в титрах не указан)                                      |
| 1963        | с   | Хэзел                                              | Hazel                                              | Сирано (1 эпизод)                                              |
| 1963        | с   | Шоу Билла Дэны                                     | The Bill Dana Show                                 | (1 эпизод)                                                     |
| 1963        | с   | Дакоты                                             | The Dakotas                                        | доктор(1 эпизод)                                               |
| 1963        | с   | Мистер Смит едет в Вашингтон                       | Mr. Smith Goes to Washington                       | мэр Таттл (1 эпизод)                                           |
| 1963 —1964  | с   | Сумеречная зона                                    | The Twilight Zone                                  | разные роли (2 эпизода)                                        |
| 1964        | ф   | Тише, тише, милая Шарлотта                         | Hush...Hush, Sweet Charlotte                       | распорядитель похорон                                          |
| 1964        | ф   | Заведи себе студентку                              | Get Yourself a College Girl                        | шофёр сенатора (в титрах не указан)                            |
| 1964        | с   | Беглец                                             | The Fugitive                                       | бордяга (1 эпизод)                                             |
| 1964        | с   | Темпл Хьюстон                                      | Temple Houston                                     | (1 эпизод)                                                     |
| 1964        | с   | Правосудие Берка                                   | Burke's Law                                        | Хадкинс (1 эпизод)                                             |
| 1964        | с   | Бейли из Бальбоа                                   | The Baileys of Balboa                              | Бромли (1 эпизод)                                              |
| 1964        | с   | Театр во время отпуска                             | Vacation Playhouse                                 | (1 эпизод)                                                     |
| 1965        | ф   | Зебра на кухне                                     | Zebra in the Kitchen                               | мистер Ричардсон                                               |
| 1965        | ф   | Сыновья Кэти Элдер                                 | The Sons of Katie Elder                            | мистер Пиви                                                    |
| 1965        | ф   | Дорогая Брижит                                     | Dear Brigitte                                      | Крафт, человек в компьютерной лаборатории (в титрах не указан) |
| 1965        | с   | Дочь фермера                                       | The Farmer's Daughter                              | мировой судья (1 эпизод)                                       |
| 1965        | с   | Шоу братьев Смотерс                                | The Smothers Brothers Show                         | Морт (1 эпизод)                                                |
| 1965        | с   | Валентинов день                                    | Valentine's Day                                    | мистер Фред Ф. Френсис, менеджер гостиницы (1 эпизод)          |
| 1965        | с   | Хани Уэст                                          | Honey West                                         | Уайли (1 эпизод)                                               |
| 1965— 1970  | с   | Станция Юбочкино                                   | Petticoat Junction                                 | разные роли (2 эпизода)                                        |
| 1966        | ф   | Большой куш для маленькой леди                     | A Big Hand for the Little Lady                     | Кевин Маккензи (в титрах не указан)                            |
| 1966        | ф   | Не волнуйтесь, мы подумаем о титуле                | Don't Worry, We'll Think of a Title                | клиент в закусочной (в титрах не указан)                       |
| 1966        | с   | Три моих сына                                      | My Three Sons                                      | второй человек (1 эпизод)                                      |
| 1966        | с   | ФБР                                                | The F.B.I.                                         | бродяга (1 эпизод)                                             |
| 1966—1968   | с   | Дэниэл Бун                                         | Daniel Boone                                       | разные роли (2 эпизода)                                        |
| 1966— 1969  | с   | Зеленые просторы                                   | Green Acres                                        | разные роли (3 эпизода)                                        |
| 1967        | ф   | Большой рот                                        | The Big Mouth                                      | уборщик (в титрах не указан)                                   |
| 1967        | с   | Виргинец                                           | The Virginian                                      | владелец магазина (1 эпизод)                                   |
| 1967        | с   | Боб Хоуп представляет Театр «Крайслера»            | Bob Hope Presents the Chrysler Theatre             | старик (1 эпизод)                                              |
| 1967        | с   | Зеленый Шершень                                    | The Green Hornet                                   | Гас (1 эпизод)                                                 |
| 1967        | с   | Девушка из А.Н.К.Л.                                | The Girl from U.N.C.L.E.                           | Маскит Швед (1 эпизод)                                         |
| 1967        | с   | Симмарон Стрип                                     | Cimarron Strip                                     | Эзра Джонс (1 эпизод)                                          |
| 1967        | с   | Тёщи                                               | The Mothers-In-Law                                 | Дин Робертс (1 эпизод)                                         |
| 1968        | ф   | Голова                                             | Head                                               | геральдический вестник                                         |
| 1968        | с   | Земля гигантов                                     | Land of the Giants                                 | Акман (1 эпизод)                                               |
| 1968        | с   | Дикий дикий запад                                  | The Wild Wild West                                 | хозяин (1 эпизод)                                              |
| 1968        | с   | Напряги извилины                                   | Get Smart                                          | А. Джей Пфистер (1 эпизод)                                     |
| 1968        | с   | Бэтмен                                             | Batman                                             | Гас (1 эпизод)                                                 |
| 1968— 1969  | с   | Деревенщина из Беверли-Хиллз                       | The Beverly Hillbillies                            | Гомер Крэтчит (6 эпизодов)                                     |
| 1969        | ф   | Буч Кэссиди и Сандэнс Кид                          | Butch Cassidy and the Sundance Kid                 | Милое личико (в титрах не указан)                              |
| 1969        | с   | Хорошие парни                                      | The Good Guys                                      | Сиерра Джейк (1 эпизод)                                        |
| 1969        | с   | Изгои                                              | The Outcasts                                       | человек в фартуке (1 эпизод)                                   |
| 1969        | с   | Стволы Уилла Соннетта                              | The Guns of Will Sonnett                           | бармен (1 эпизод)                                              |
| 1970        | с   | Джулия                                             | Julia                                              | посланник (1 эпизод)                                           |
| 1970        | с   | Медицинский центр                                  | Medical Center                                     | Джонни (1 эпизод)                                              |
| 1970        | с   | Любовь по-американски                              | Love, American Style                               | Уортон (1 эпизод)                                              |
| 1971        | ф   | День волков                                        | The Day of the Wolves                              | фермер                                                         |
| 1971        | ф   | Легенда северо-запада                              | Legend of the Northwest                            | доктор Грэм                                                    |
| 1971        | с   | Няня и профессор                                   | Nanny and the Professor                            | мистер Рамбл (1 эпизод)                                        |
| 1971        | с   | Миссия невыполнима                                 | Mission: Impossible                                | Дейли (1 эпизод)                                               |